# Benigno Carrara
Benigno Carrara (Serina, 19 dicembre 1888 – Scanzorosciate, 27 luglio 1974) è stato un vescovo cattolico italiano.
Fu il vescovo che diede attuazione agli insegnamenti del Concilio Vaticano II nella diocesi imolese.

## Biografia

Benigno Carrara da giovane.

Nacque da Luigi Carrara Erasmi e da Giovanna Cavagna. La famiglia Carrara aveva solide radici a Serina, essendo presente in paese da diversi secoli. I Carrara, essendo molti di numero, solevano distinguersi adottando un secondo cognome (Carrara Erasmi, Carrara Donati, Carrara Zanotti, e altri). Quando nacque Benigno, suo padre aveva ventiquattro anni e la madre ventidue. Pochi anni dopo il padre morì. La madre rimase sola con due figli (dopo Benigno, primogenito, era nata nel 1894 Maria Luigia).
I due bambini furono affidati alla famiglia dello zio Giovan Maria Carrara. Altre figure influenti nella sua formazione furono due sacerdoti: don Pietro Ruggeri e don Giovanni Noris, che fu coadiutore parrocchiale a Serina dal 1900 al 1956. Benignò avvertì la chiamata al sacerdozio giovanissimo e nell'autunno del 1900, all'età di dodici anni, entrò nel seminario diocesano di Bergamo. Qui frequentò le classi scolastiche fino alla terza liceo. Nel 1906 iniziò gli studi di teologia e si trasferì al collegio di Celana. Trascorse un anno da suddiacono (ministero oggi non più esistente) e venne ordinato diacono l'11 marzo 1911. Il 23 aprile seguente diventò sacerdote.
A 23 anni iniziò il suo ministero sacerdotale come coadiutore nella parrocchia delle Grazie, nel centro di Bergamo. Era una parrocchia "nuova", eretta nel 1878. Don Benigno affiancò il parroco, mons. Agostino Musitelli, per 24 anni (1911-1935). Nei suoi scritti di epoche successive, Carrara lo ricordò come una delle persone che influirono di più sulla sua personalità di giovane sacerdote. Accanto all'attività pastorale fu molto impegnato nell'educazione dei giovani. Nel 1921 mons. Musitelli fondò un collegio-convitto per i figli delle famiglie povere. Nacque l'Istituto «Dante Alighieri». Assegnò l'incarico di rettore a don Benigno. Il suo metodo educativo fu ispirato a quello di don Bosco: aveva letto molto sul sacerdote torinese ed era rimasto convinto dal suo particolare approccio ai giovani.
Nel 1935 mons. Musitelli morì; fu nominato suo successore mons. Giuseppe Battaglia. L'anno seguente don Benigno prese possesso della sua prima parrocchia: fu assegnato a Santa Caterina, succedendo a don Francesco Garbelli (1868-1936). Durante la seconda guerra mondiale la parrocchia accolse molti sfollati; fu fatta anche una raccolta di fondi per i più bisognosi. Il 22 gennaio 1946 morì la madre Giovanna, giunta prossima agli ottant'anni; l'anno precedente era morta anche la sorella Maria Luigia.

Mons. Carrara parroco di Santa Caterina. Al suo fianco i due sacerdoti coadiutori: don Giovanni Vitali (a sinistra nella foto) e don Angelo Bonizzoni (a destra).

Nel dicembre 1947 don Benigno ricevette per lettera la comunicazione della nomina a vescovo. Papa Pio XII lo designò vescovo coadiutore con diritto di successione di mons. Paolino Tribbioli, vescovo di Imola. La notizia fece immediatamente il giro della città. La nomina era giunta inattesa. Chi fu a proporre il suo nome ai vertici della Chiesa cattolica? Sorsero numerose voci, nessuna delle quali ottenne una solida credibilità. Certamente la lunga esperienza pastorale di don Benigno 
fece la differenza rispetto ad altri candidati. Mons. Carrara fu ordinato vescovo il 1º febbraio 1948 a Bergamo da mons. Adriano Bernareggi, arcivescovo di Bergamo. Si provvedette poi alla realizzazione dello stemma episcopale. Mons. Carrara scelse il motto Veritate facientes in charitate ("Verità nella carità"). Il 22 febbraio 1948 fece l'ingresso a Imola.
Dal 1913 alla guida della diocesi di Imola era Paolino Tribbioli. Un ministero intenso lungo quarantadue anni. Nel febbraio 1947 era stato colpito da una grave infermità, che lo aveva costretto sulla sedia a rotelle. Dal 1948 fu affiancato da Benigno Carrara per altri otto anni. Carrara si adattò in breve tempo al diverso clima religioso che si respirava in Romagna rispetto alla sua Lombardia. Una delle sue intuizioni più felici fu la Peregrinatio Mariae. Carrara ravvivò questa tradizione, che era ormai sopita. La Madonna del Piratello, protettrice della diocesi di Imola, fu portata in tutte le parrocchie. Grande fu l'accoglienza alla Santa immagine, che fu trasportata da un centro all'altro a cura delle stesse parrocchie. Tra il 1949 e l'Anno santo 1950 la visita della Vergine ottenne "un autentico risveglio della vita cristiana con manifestazioni esterne imponenti".
Carrara dedicò tutto l'anno 1951 alla visita pastorale. Il 12 maggio 1956 morì Paolino Tribbioli. Carrara gli succedette come vescovo titolare di Imola.

Mons. Carrara in udienza da Papa Giovanni XXIII (1959).

Mons. Carrara partecipò ai lavori del Concilio Vaticano II (Roma, 1962 – 1965). Non tenne discorsi, ma portò il bagaglio della sua cultura e della sua esperienza pastorale di vescovo. In attuazione delle disposizioni del Concilio, nel 1968 mons. Carrara istituì a Imola il consiglio pastorale diocesano. L'anno precedente era riuscito ad evitare lo smembramento della diocesi imolese, che la Santa Sede voleva spartire tra le diocesi vicine. Raccogliendo una copiosa documentazione, unita ad una lunga sottoscrizione di fedeli, mons. Carrara sostenne che la diocesi disponesse di un numero sufficiente di sacerdoti; quanto al fatto che la diocesi si estendesse su due province (Bologna e Ravenna) dimostrò l'appartenenza di Imola alla Romagna; infine, notò come le "particolari e difficili condizioni politiche e sociali" rendessero imprescindibile una particolare cura pastorale, possibile solo con il vescovo diocesano.
Il 1967 fu anche l'anno in cui Carrara, giunto ormai alla soglia degli ottant'anni, fu affiancato da un vescovo coadiutore. Fu egli stesso a farne richiesta, motivandola con l'età avanzata (aetate paulo provecto). Giunse ad Imola mons. Aldo Gobbi, proveniente dalla Diocesi di Verona. Fu ordinato vescovo il 14 maggio 1967 e fece ingresso in Imola il 25 giugno. La Santa Sede accettò la domanda di mons. Carrara di rinuncia alla diocesi. Il 20 ottobre dello stesso anno mons. Gobbi fu nominato amministratore apostolico sede plena della diocesi ad nutum Sanctae Sedis.

Mons. Carrara a Villa Santa Maria di Tossignano nella ricorrenza del 25º anno di episcopato (1973). A sinistra nella foto il cardinal Antonio Poma; a destra mons. Aldo Gobbi.

Per mons. Carrara era arrivato il momento del congedo dalla vita attiva. Uno dei suoi ultimi decreti fu l'istituzione del Consiglio pastorale diocesano (10 marzo 1968), in attuazione del decreto conciliare Christus Dominus. Successivamente si ritirò sulle colline di Tossignano, antico borgo della vallata del Santerno. Qui fondò Villa Santa Maria, luogo per ritiri ed incontri spirituali (tuttora attivo). Rimase vescovo titolare, suo ultimo legame con la diocesi. L'anziano Carrara confidò che il giovane Gobbi avrebbe condotto il popolo imolese sulle strade tracciate dal Concilio. Il 19 gennaio 1969 presiedette in vescovado la prima riunione del Consiglio pastorale diocesano, organismo previsto dal motu proprio di Paolo VI Ecclesiae Sanctae.
Il 29 novembre 1973 giunse improvvisa la notizia della morte di Aldo Gobbi. Questo fatto assolutamente inatteso causò una notevole preoccupazione nell'animo dell'anziano vescovo titolare. Pensando al bene dei suoi fedeli, decise di presentare rinuncia formale alla diocesi, che venne accolta.
Il 30 marzo 1974 assistette all'ingresso nel Duomo di Imola del nuovo vescovo titolare, Luigi Dardani. In aprile dovette farsi ricoverare in ospedale. Decise di passare la convalescenza nel bergamasco, a Scanzorosciate, ospitato da una famiglia di parenti. Qui lo colse la morte il 27 luglio.

## Onorificenze
- Assistente al soglio pontificio (17 gennaio 1958).

## Genealogia episcopale e successione apostolica
La genealogia episcopale è:
- Cardinale Scipione Rebiba
- Cardinale Giulio Antonio Santori
- Cardinale Girolamo Bernerio, O.P.
- Vescovo Claudio Rangoni
- Arcivescovo Wawrzyniec Gembicki
- Arcivescovo Jan Wężyk
- Vescovo Piotr Gembicki
- Vescovo Jan Gembicki
- Vescovo Bonawentura Madaliński
- Vescovo Jan Małachowski
- Arcivescovo Stanisław Szembek
- Vescovo Felicjan Konstanty Szaniawski
- Vescovo Andrzej Stanisław Załuski
- Arcivescovo Adam Ignacy Komorowski
- Arcivescovo Władysław Aleksander Łubieński
- Vescovo Andrzej Stanisław Młodziejowski
- Arcivescovo Kasper Kazimierz Cieciszowski
- Vescovo Franciszek Borgiasz Mackiewicz
- Vescovo Michał Piwnicki
- Arcivescovo Ignacy Ludwik Pawłowski
- Arcivescovo Kazimierz Roch Dmochowski
- Arcivescovo Wacław Żyliński
- Vescovo Aleksander Kazimierz Bereśniewicz
- Arcivescovo Szymon Marcin Kozłowski
- Vescovo Mečislovas Leonardas Paliulionis
- Arcivescovo Bolesław Hieronim Kłopotowski
- Arcivescovo Jerzy Józef Elizeusz Szembek
- Vescovo Stanisław Kazimierz Zdzitowiecki
- Cardinale Aleksander Kakowski
- Papa Pio XI
- Cardinale Alfredo Ildefonso Schuster, O.S.B.
- Arcivescovo Adriano Bernareggi
- Vescovo Benigno Carrara

La successione apostolica è:
- Vescovo Giovanni Proni (1962)